# 프라이트라이너 캐스캐디아
프라이트라이너 캐스캐디아(영어: Freightliner Cascadia)는 미국 프라이트라이너 트럭사가 생산하는 대형 트럭으로 모델의 경우 데이캡(영어: Day Cab), 미들 루프 XT(영어: Mid Roof XT) 라이스드 루프(영어: Raised Roof) 3가지가 있다. 또한 연료를 효율적으로 개선한 캐스캐디아 에볼루션(영어: Cascadia Evolution) 모델이 있다.

## 사진

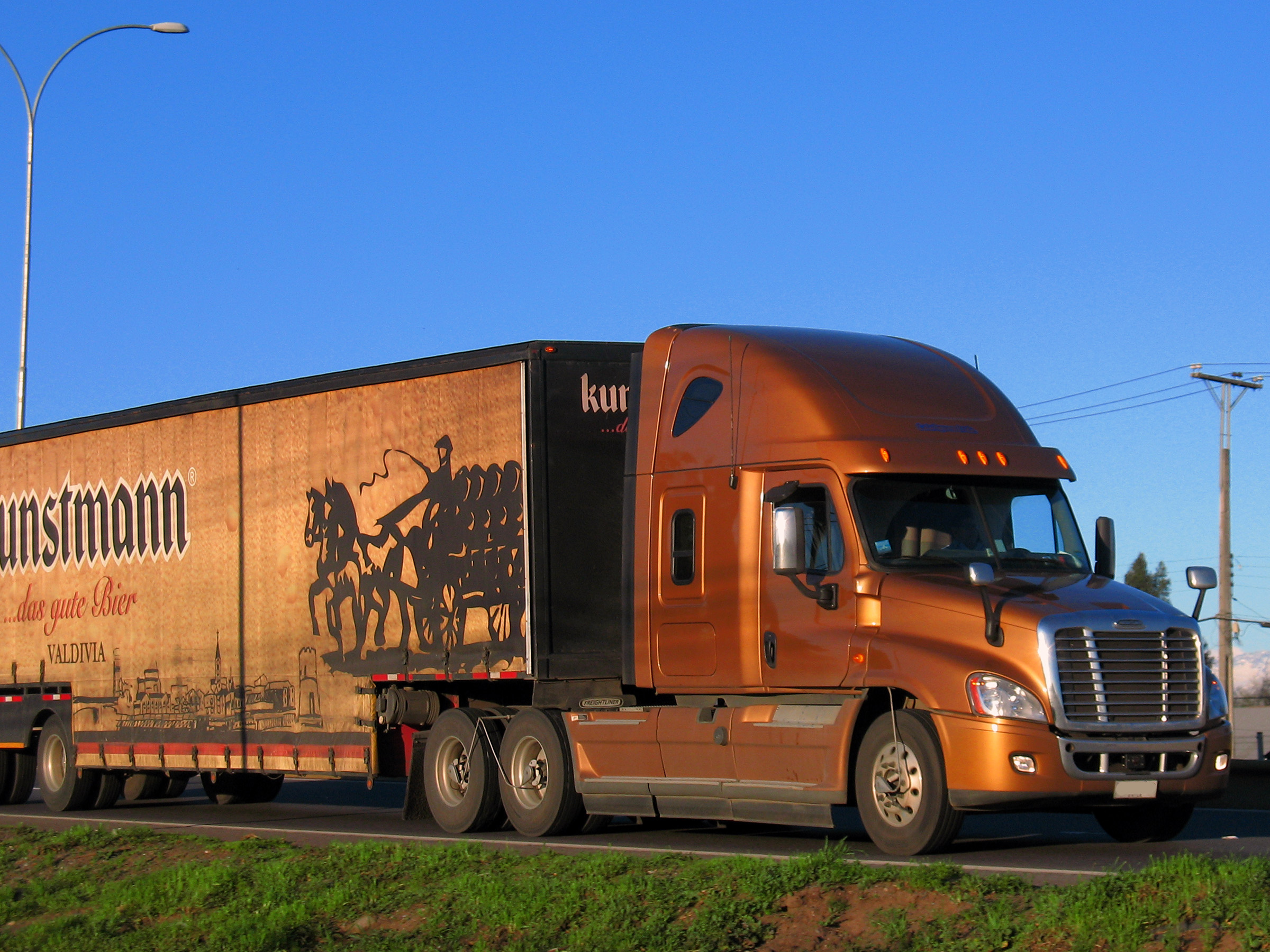
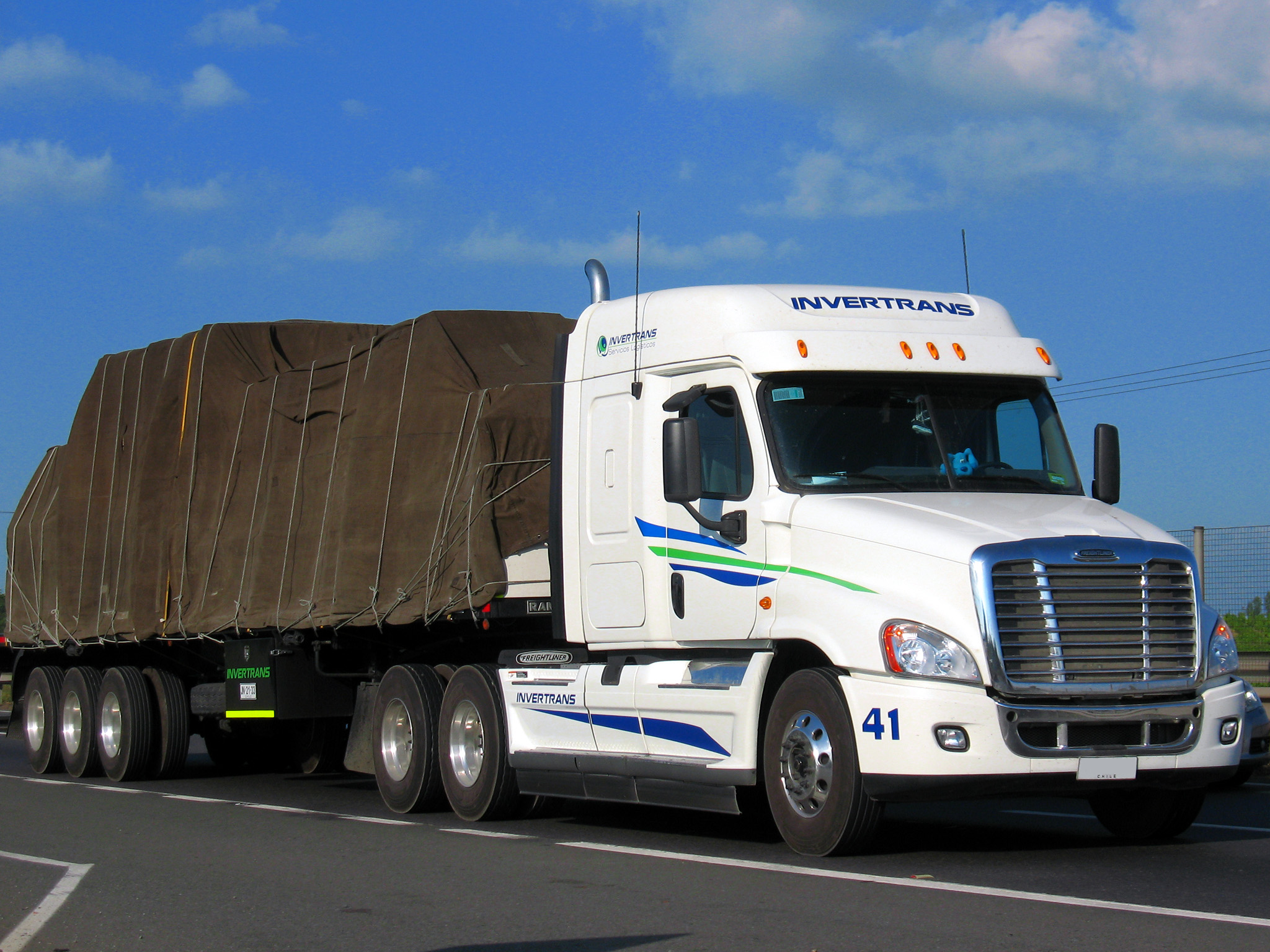
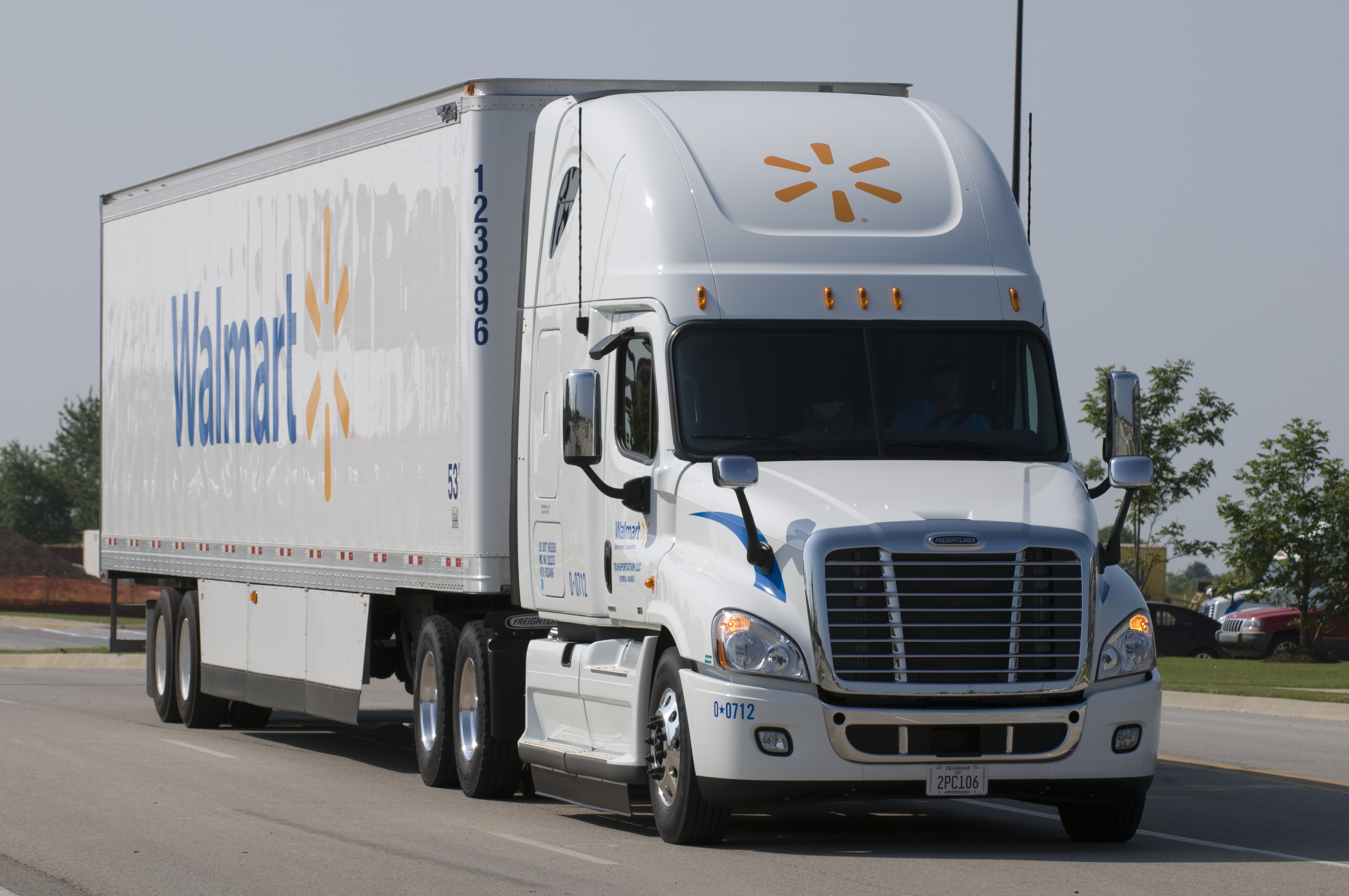
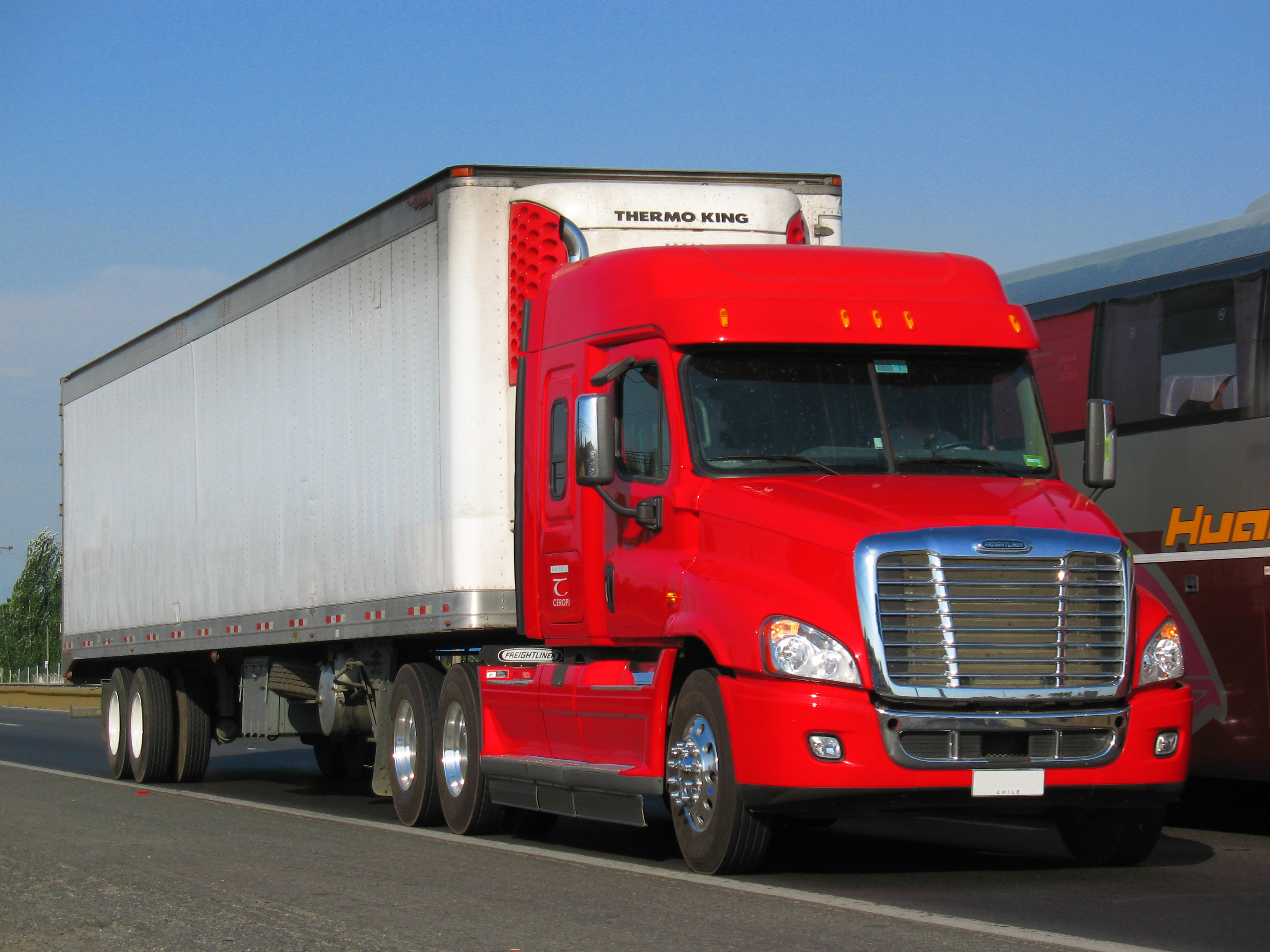
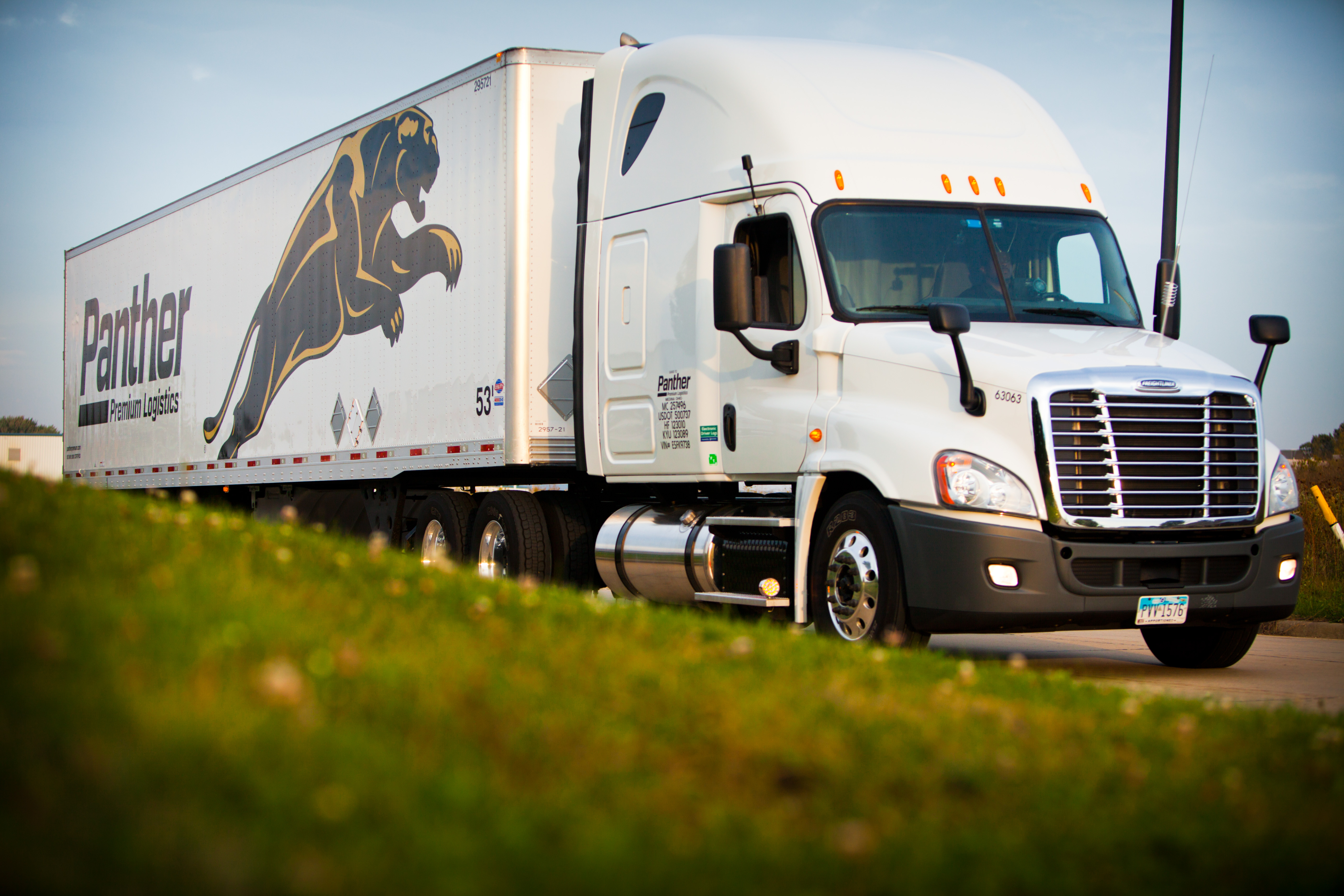
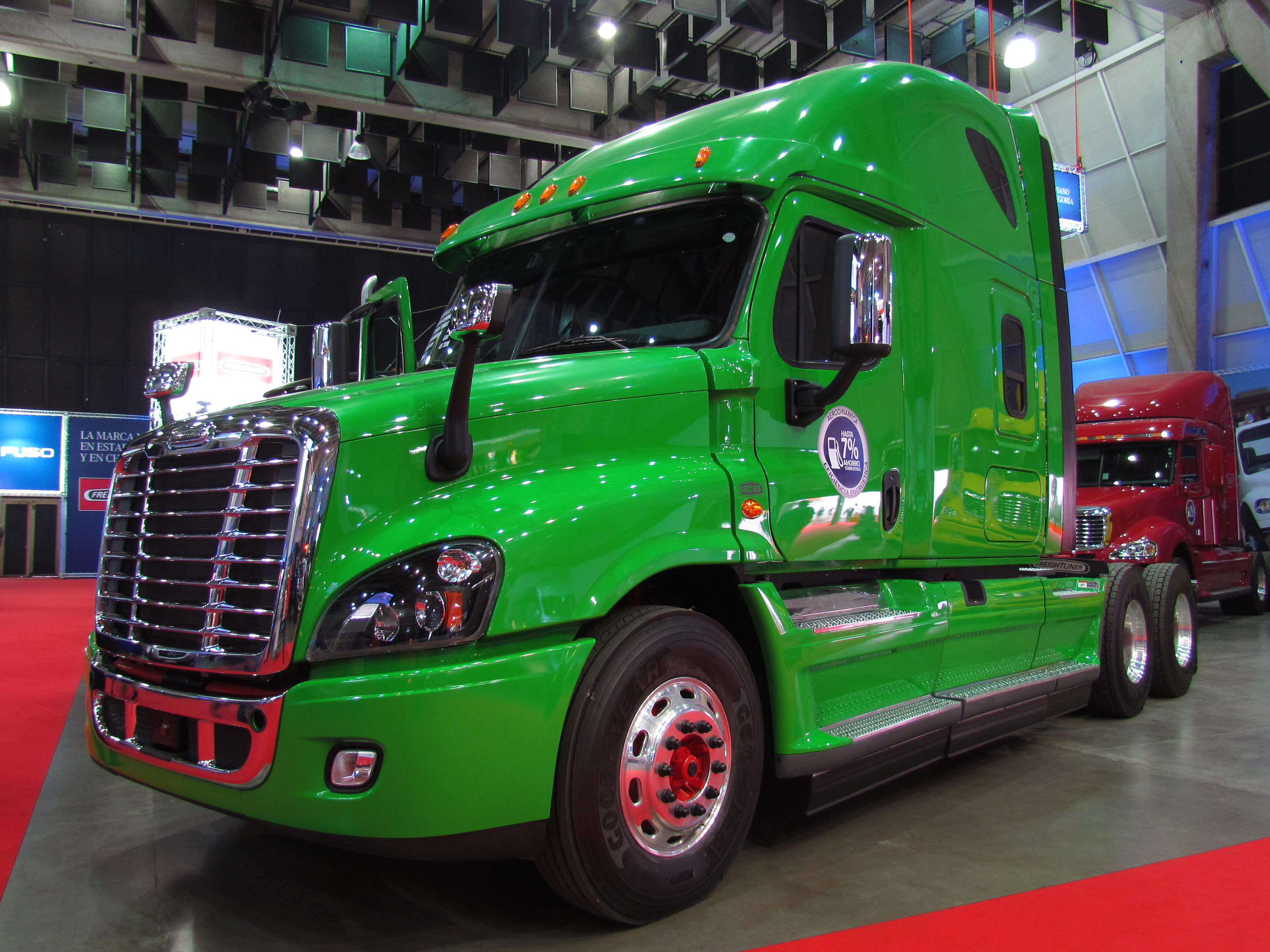
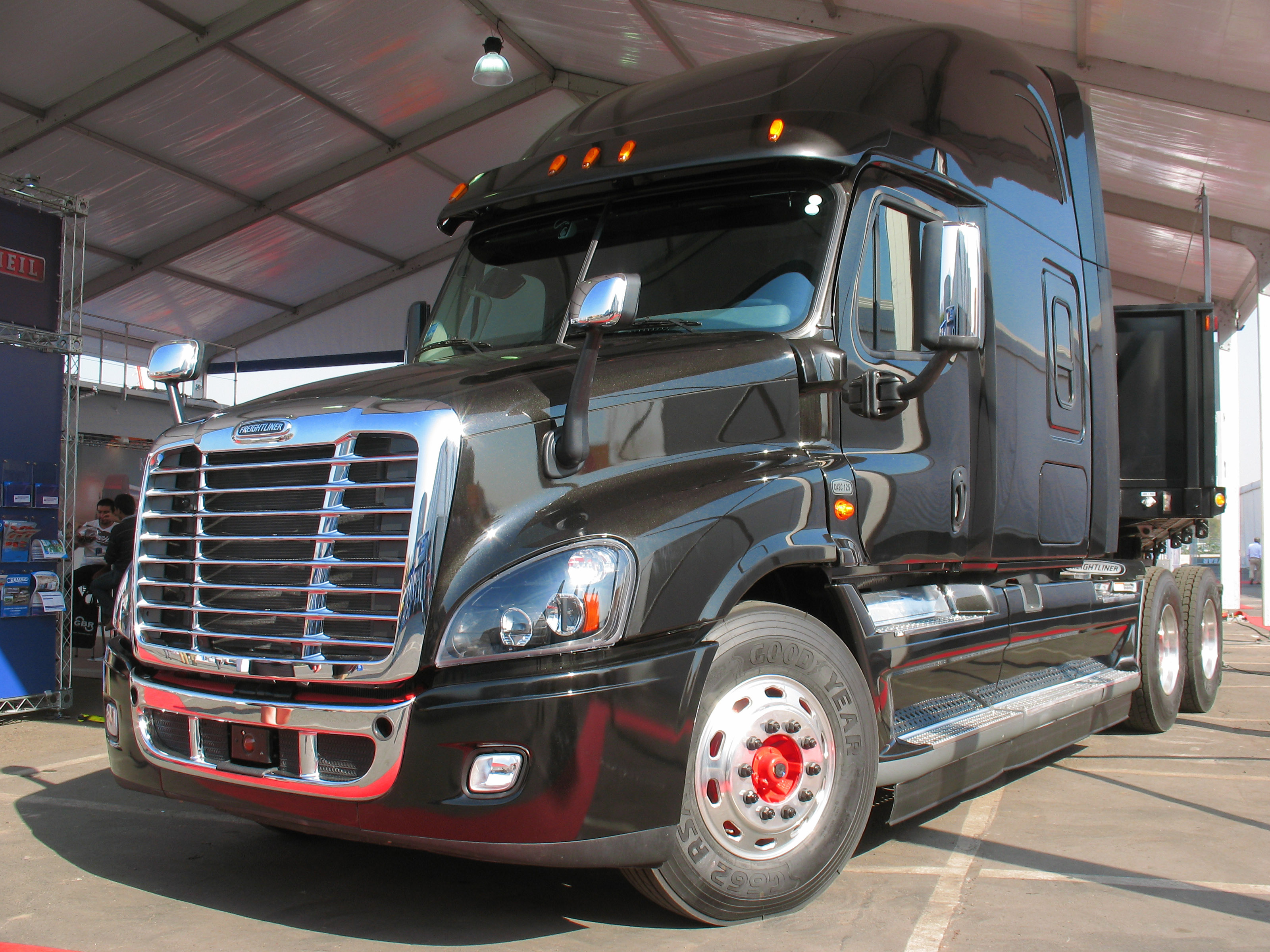